# Paul Henri Thiry d'Holbach
Paul-Henri Thiry, baron d'Holbach (født 8. december 1723, død 21. januar 1789) var en fransk-tysk forfatter, filosof og encyklopædist. Han blev døbt Paul Heinrich Dietrich i Edesheim i Tyskland, men boede og arbejdede fortrinsvis i Paris. Han er mest kendt for at være en af de første åbent erklærede ateister i Europa.
D'Holbachs moder var datter af Fyrstebiskoppens skatteopkræver. Hans fader, Johann Jakob Thiry, var vinbonde. Den unge Paul-Henris studier blev finansieret af hans onkel, Franz Adam Holbach, som var blevet millionær på aktiespekulationer på Paris' børs. Efter at have arvet to store formuer, var den unge d'Holbach en holden mand resten af sit liv.
Han var forfatter og oversætter af en lang række artikler i den franske Encyclopédie der blev redigeret af Denis Diderot. Hans bidrag var mest om politik, religion, kemi og mineralogi. Han oversatte fortrinsvis fra tyske kilder. Han blev berømt for sine filosofiske skrifter, der forfægtede en materialistisk og ateistisk verdensopfattelse. Hans værker er i dag kategoriseret under den franske materialisme.
I 1761 udgav han bogen Christianisme dévoilé ("Kristendommen afsløret"), hvori han angreb kristendommen og religonen generelt som værende i modstrid med menneskehedens moralske udvikling.
Den blev fulgt op af andre værker og i 1770 af Le Système de la nature ("Naturen System"), der langt voldsommere end før angreb kristendommen og talte for en materialistisk ateisme. Bogen kom under pseudonymet Jean-Baptiste de Mirabaud, og var sandsynligvis medforfattet af Diderot.
Holbach afviste eksistensen af en guddom og nægtede at anerkende a priori-argumenter som beviser. Han hævdede, at universet udelukkende bestod af stof i bevægelse. På dette punkt var han under indflydelse af den irske filosof John Toland. Fundamentet til moral er lykke og ikke nødvendigvis dyd:
"Det ville være værdiløst og næsten uretfærdigt at insistere på, at en mand er dydig, hvis han ikke kan være det uden at være ulykkelig. Så længe udydighed gør ham lykkelig, bør han elske udydighed."
Dette kan ses som en forløber for den utilitaristiske filosofi, som senere blev fremsat Jeremy Bentham og af John Stuart Mill.